# 宮坂尚幸
宮坂 尚幸（みやさか なおゆき）は、日本の医学者、医師。専門は、周産期地域医療学。

## 略歴
長野県諏訪郡下諏訪町出身。長野県諏訪清陵高等学校を経て、1989年東京医科歯科大学（現・東京科学大学）医学部卒業。1995年同大学産婦人科医員。1999年同大学大学院医学研究科博士課程修了。2005年同大学大学院医歯学総合研究科寄附講座茨城県小児・周産期地域医療学講座教授。2015年同大学大学院医歯学総合研究科寄附講座茨城県小児・周産期地域医療学講座特任教授。2016年同大学大学院医歯学総合研究科医歯学系専攻器官システム制御学講座生殖機能協関学教授。2017年東京母性衛生学会理事長。2024年東京科学大学大学院医歯学総合研究科医歯学系専攻器官システム制御学講座生殖機能協関学教授。

## 著書

### 共著
- 『母子にやさしい歯科医院』 和泉雄一 監著 前川祥吾、片桐さやか、須貝昭弘、古市保志、滝川雅之、佐々木知津、稲垣幸司 共著 デンタルダイヤモンド社 2017年